# 나카타 겐타로
나카타 겐타로(일본어: 中田 健太郎, 1989년 5월 13일 ~ )는 일본의 전 축구 선수이다.

## 구단 경력
과거 요코하마 FC, 마쓰모토 야마가 FC에서 활동하였다.